# Šatov
Šatov (německy Schattau) je městys v okrese Znojmo v Jihomoravském kraji. Nachází se šest kilometrů jižně od Znojma. Žije zde přibližně 1 200 obyvatel. Jedná se o vinařskou obec ve Znojemské vinařské podoblasti (viniční tratě Na vinici, Peklo, U bunkru, Skalky). V obci sídlí firma Znovín Znojmo, a.s. Obec je také zakládajícím členem Dobrovolného svazku znojemských vinařských obcí Daníž. Sousedními obcemi sídla jsou Havraníky, Hnanice a Chvalovice.

## Historie
První písemná zmínka o obci pochází z roku 1201.
V letech 1938–1945 byl etnicky převážně německé Šatov připojen k nacistické Třetí řiši jako součást župy Dolní Podunají. Po druhé světové válce byli původní obyvatelé města vysídleni.

## Obyvatelstvo
| Rok            | 1869  | 1880  | 1890  | 1900  | 1910  | 1921  | 1930  | 1950  | 1961  | 1970  | 1980  | 1991  | 2001  | 2011  | 2021  |
| -------------- | ----- | ----- | ----- | ----- | ----- | ----- | ----- | ----- | ----- | ----- | ----- | ----- | ----- | ----- | ----- |
| Počet obyvatel | 1 564 | 1 700 | 1 963 | 2 494 | 2 323 | 2 079 | 2 065 | 1 302 | 1 317 | 1 168 | 1 168 | 1 138 | 1 174 | 1 132 | 1 082 |
| Počet domů     | 302   | 320   | 313   | 357   | 377   | 380   | 398   | 319   | 281   | 278   | 281   | 338   | 345   | 351   | 372   |

## Správa městyse
Od 22. června 2007 byl obci vrácen status městyse.

## Doprava
Obec leží na železniční trati Znojmo–Retz na které se nachází stejnojmenná stanice. Obec obsluhují vlakové spoje linky S82 a autobusové spoje linky 818 ty jsou zaintegrovány v IDS JMK.

## Pamětihodnosti
- Dva těžké objekty (MJ-S 2, MJ-S 3) a řada lehkých objektů československého opevnění kolem obce budované za účelem opevnění hranic před nacistickým Německem. Některé z nich jsou zahrnuty v Areálu československého opevnění Šatov.
- Inspekční lávky nad železniční tratí – sloužily v době totality ke kontrole otevřených vagonů mířících do Rakouska. Dnes již jen relikt minulosti, s elektrifikací a rekonstrukcí železniční tratě zmizely i tyto lávky.
- Kostel svatého Martina
- Kaple Božího hrobu nad vsí
- Výklenková kaplička v polích
- Krucifix u nádraží
- Radnice s lisovnou
- Vinný sklep
- Socha svatého Floriána
- Sousoší Loučení Krista s Pannou Marií, u farního kostela
- Sousoší Nejsvětější Trojice za vesnicí
- Sousoší Piety u silnice do Hnanic
- Sousoší svatého Jana Nepomuckého
- Sousoší Ukřižování s Pannou Marií
- Sloup se sochou Panny Marie v parku
- Sloup se sochou Panny Marie u hřbitova
- Sloup se sochou svatého Šebestiána
- Boží muka
- Fara

## Partnerské obce
- Semerovo, Slovensko[9]

## Galerie

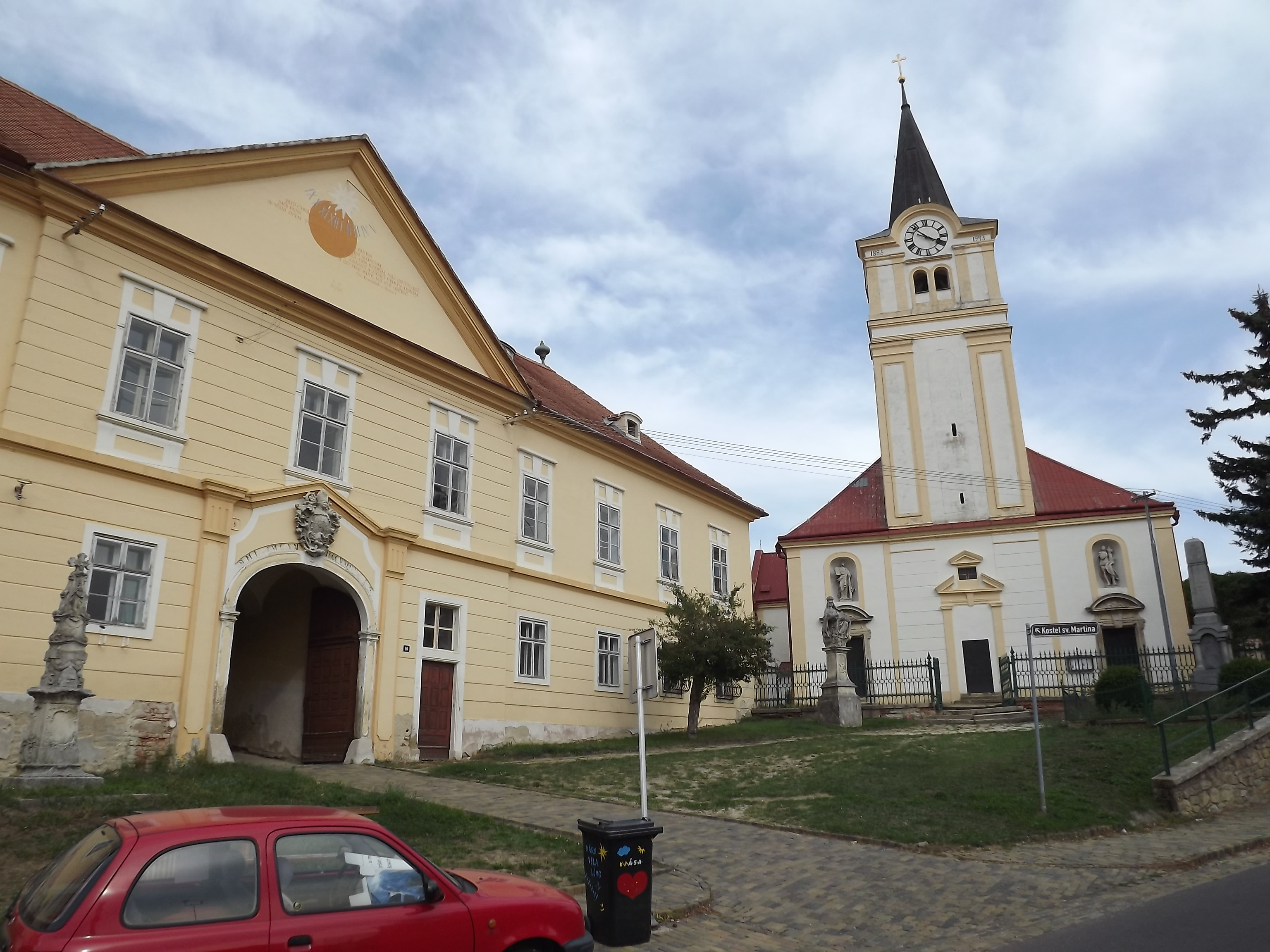
Fara a kostel sv. Martina
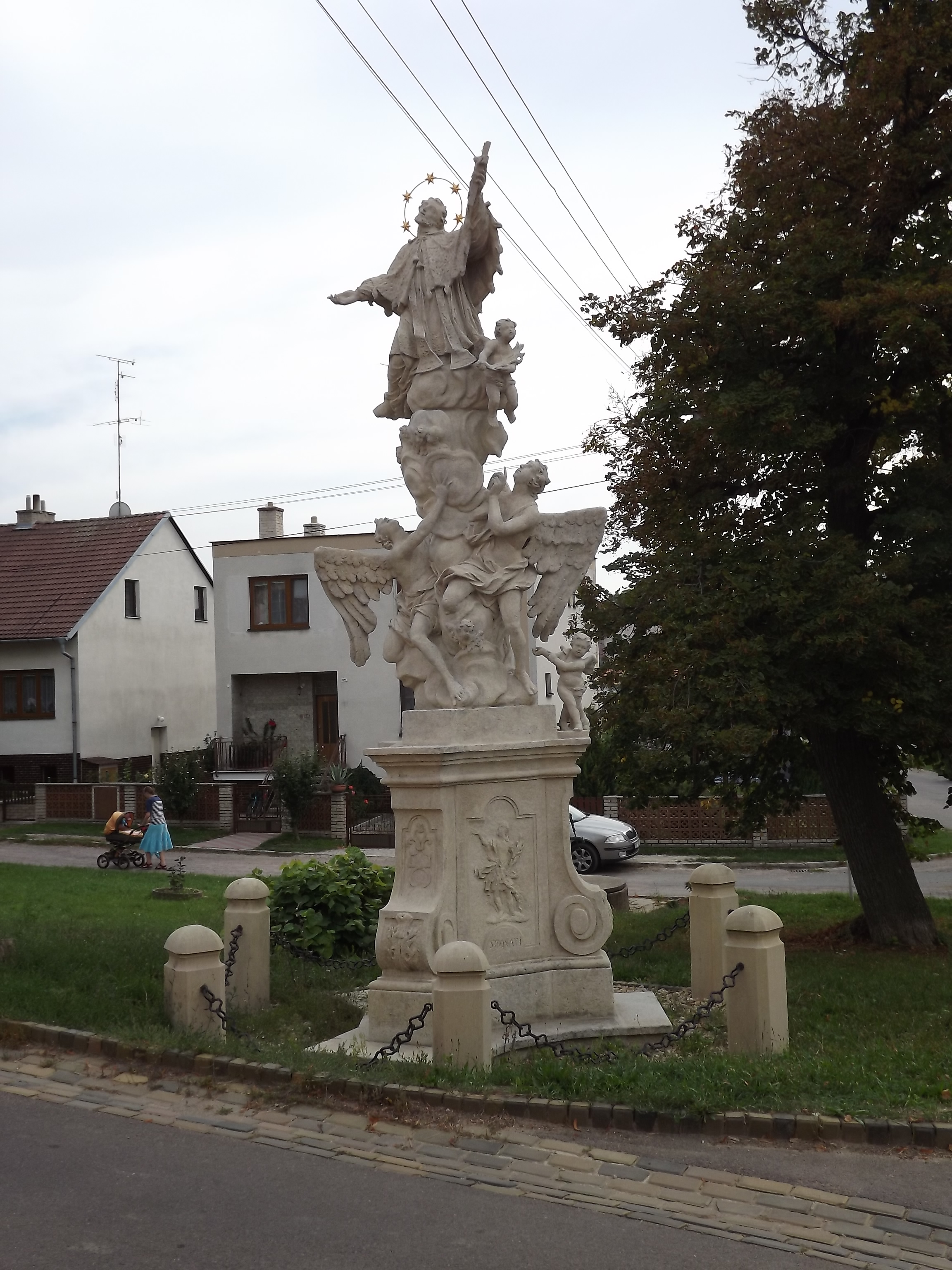
Sousoší sv. Jana Nepomuckého
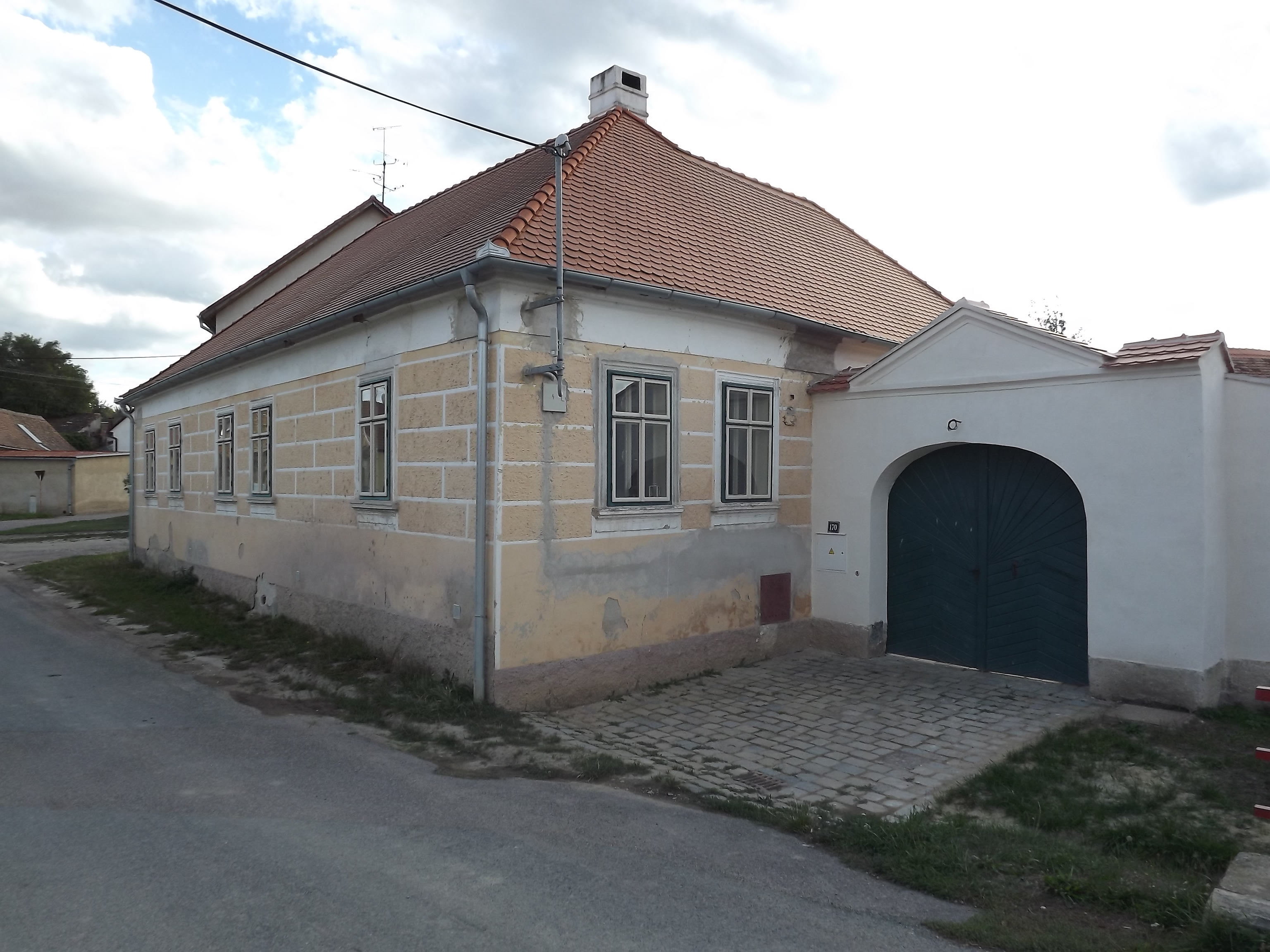
Památkově chráněný dům č. p. 170
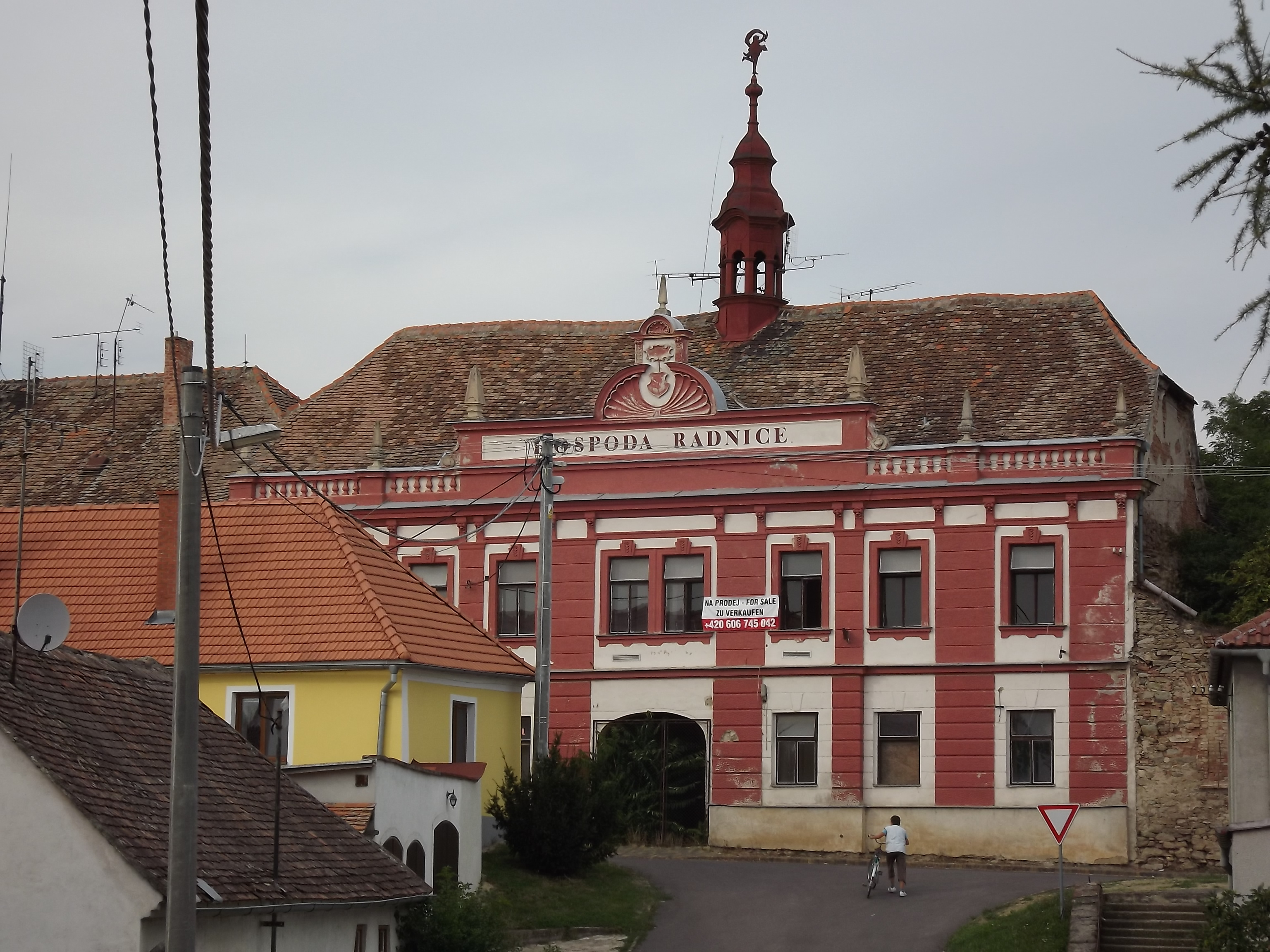
Stará radnice
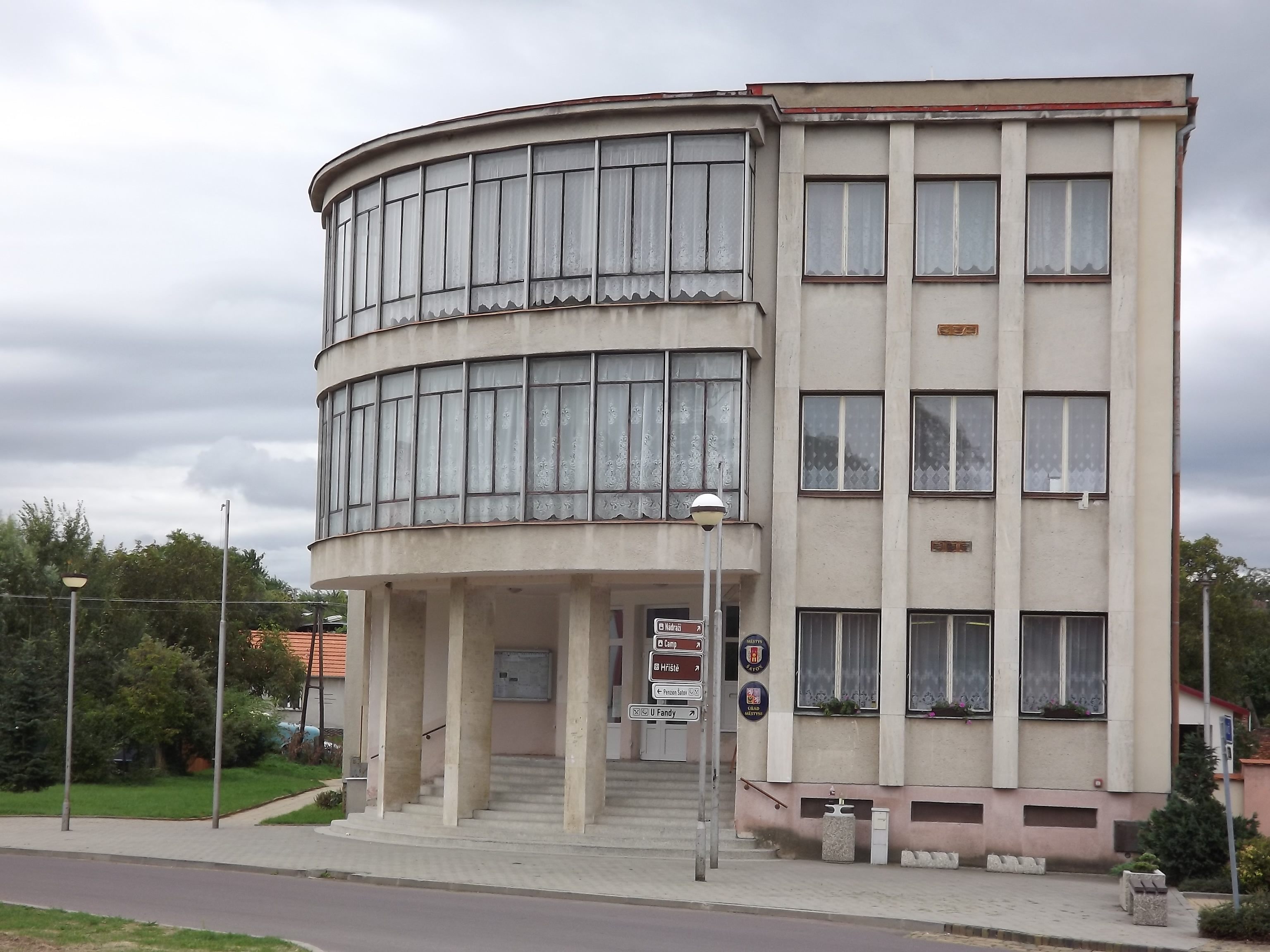
Nová radnice
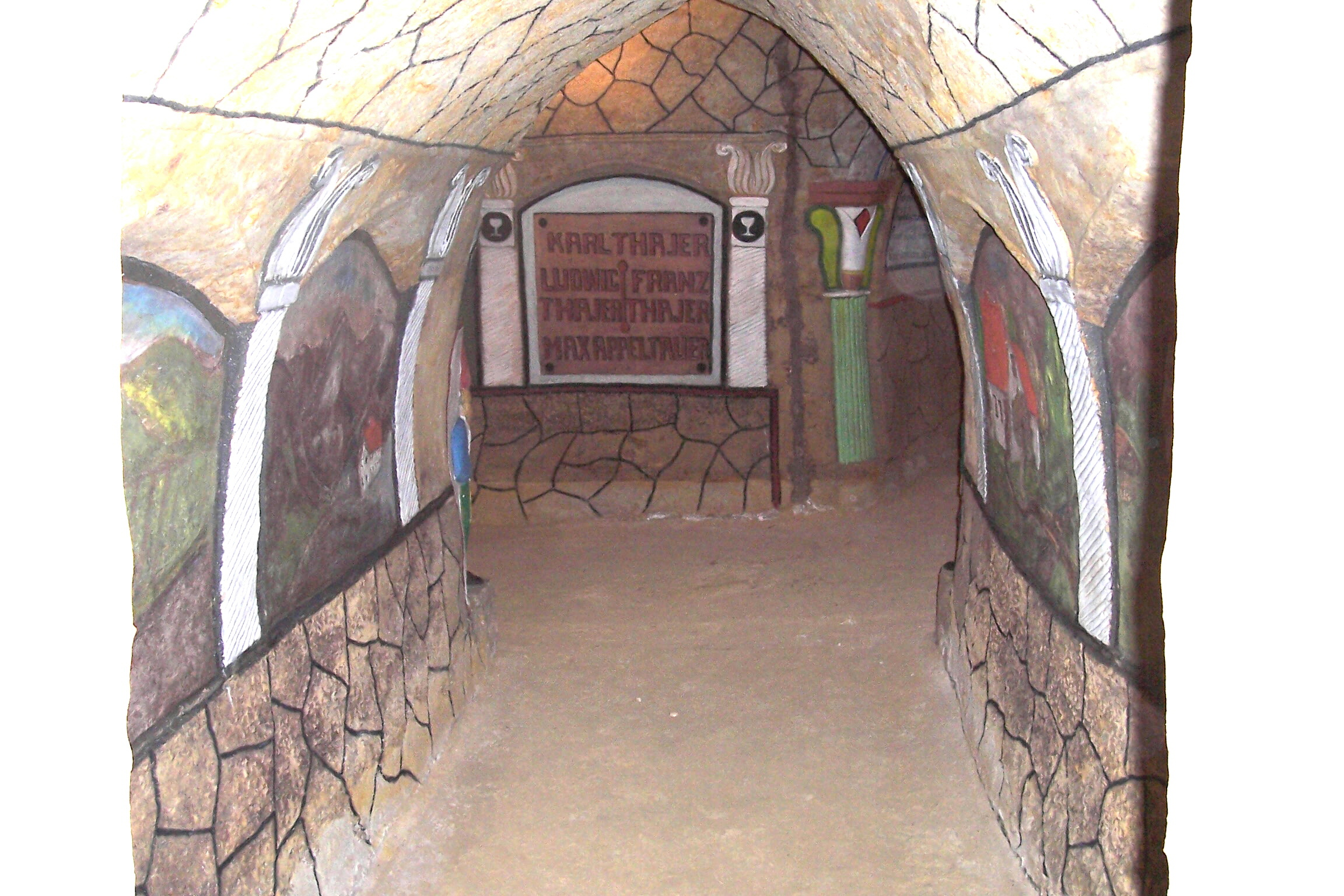
Tzv. Malovaný sklep